# Nachal ha-Gadi
Nachal ha-Gadi (hebrejsky נחל הגדי) je vádí v jižním Izraeli, v severní části Negevské pouště.
Začíná v nadmořské výšce okolo 150 metrů jižně od vesnice Talmej Bilu, v mírně zvlněné bezlesé krajině, která díky soustavnému zavlažování ztratila převážně svůj pouštní charakter. Směřuje pak k jihu mírně zaříznutým korytem, jehož dno a svahy jsou na dolním toku zalesněny. Z východu míjí vesnici Šibolim a východně od dálnice číslo 25, severně od vesnice Tidhar ústí zprava do vádí Nachal Grar.